# Challenger Mountains
Die Challenger Mountains sind ein Gebirgszug auf Ellesmere Island im kanadischen Territorium Nunavut. Es handelt sich um den nördlichsten Gebirgszug der Welt und um den nördlichsten Teil der Arktischen Kordillere. Höchster Berg in den Challenger Mountains ist der 2225 Meter hohe Commonwealth Mountain.
Der Gebirgszug bedeckt eine Fläche von 14.892 km² und liegt inmitten des Quttinirpaaq-Nationalparks. Im Süden grenzen die Challenger Mountains an die British Empire Range, im Osten an die United States Range.